# Hexacentrus inflatus
Hexacentrus inflatus är en insektsart som beskrevs av Ludwig Redtenbacher 1891. Hexacentrus inflatus ingår i släktet Hexacentrus och familjen vårtbitare. Inga underarter finns listade i Catalogue of Life.